# Enrique Soladrero
Enrique Soladrero Arbide (Arrigorriaga, 30 aprile 1913 – 17 ottobre 1976) è stato un calciatore spagnolo, di ruolo centrocampista.

## Carriera

### Club
Iniziò a giocare nei Paesi Baschi a livello amatoriale. La sua prima squadra fu il Real Betis Balompié, allenato da Patrick O'Connell. All'epoca il Betis era solito ingaggiare molti giovani calciatori provenienti dai Paesi Baschi. La squadra di Siviglia militava in Segunda División e ottenne la promozione in massima serie nel 1932.
Nel 1934 passò al Real Oviedo con cui collezionò 40 presenze in Primera División fino allo scoppio della guerra civile spagnola, nel 1936. Alla fine del conflitto, il club delle Asturie autorizzò tutti i giocatori a trasferirsi in un'altra squadra a causa dei danni subiti dallo stadio di Oviedo. Nella stagione 1939-1940 Soladrero giocò nel Real Zaragoza, per poi tornare a Oviedo. Nel 1942 tornò al club aragonese, con cui giocò fino al ritiro avvenuto nel 1948.

### Nazionale
Nel 1931 fu convocato a Madrid per alcuni allenamenti con la Nazionale spagnola. Se avesse esordito, sarebbe diventato il primo giocatore del Betis a vestire la maglia della Spagna.
Nel 1935 giocò due partite in Nazionale, entrambe contro il Portogallo. La prima partita finì 3-3, con i portoghesi che recuperarono tre reti di svantaggio. La seconda si concluse sul risultato di 1-1.